# Minja
Minja (egyiptomi arabul: المنيا, angolul: Minya) város Egyiptom területén, Kairótól kb. 245 km-re délre, a Nílus nyugati partján. A hasonló nevű Minja kormányzóság székhelye. 
Kulturális központ, híres egyetemmel és ipari város. Iparának ágazatai a cement-, vegyszer-, műtrágya-, bútor-, fogyasztási cikkek gyártása. Jelentős még az élelmiszeripar, fém- és faipar. 
Az ókori Egyiptomban a 16. nomosz (Ma-hedzs) fővárosa és egy fontos kereskedelmi központ volt.
A 20. század elején a gyapotfeldolgozás egyiptomi fellegvára. 
Az 1970-es években a város mellett fedezték fel a Kr. u. 220 és 340 között keletkezett, kopt nyelven íródott gnosztikus Tchacos-kódexet (Júdás evangéliuma).
A város 1994 óta a világörökség javaslati listáján szerepel.

## Fordítás
Ez a szócikk részben vagy egészben  a   Minya című angol Wikipédia-szócikk fordításán alapul.  Az eredeti cikk szerkesztőit annak laptörténete sorolja fel. Ez a jelzés csupán a megfogalmazás eredetét és a szerzői jogokat jelzi, nem szolgál a cikkben szereplő információk forrásmegjelöléseként.